# 水月 弐
『水月 弐』（すいげつ2）は、2011年12月22日にGN Softwareから発売されたPS3用ゲームソフト。2012年5月24日には、PSP版『水月 弐 〜PORTABLE〜』が発売された。また2012年12月21日には、F&Cからアダルトゲーム版『水月 弐 〜追憶〜』が発売された。

## 概要
F&C FC01のゲームソフト『水月』の続編。しかし『水月』が当初アダルトゲームとして制作され、その後家庭用ゲーム機向けに移植されたのに対し、本作品『水月 弐』は逆に当初家庭用に作られた後でアダルトゲーム化された。
前作が大変に有名であるため、制作時はスタッフも意識して試行錯誤していたが、その様子を見かねたディレクターの助言により、割り切ってあまり前作の色を継がない形で完成した。そのため両作品は伝奇ものであることが共通しているだけで、人物・場所・シナリオなどにこれといったつながりはない。
アダルトゲーム版ではHシーンのほかにも、主人公の祖先と天羽姉妹の出会いを描いた「過去編」と、物語の真相を描いた「最終決戦ルート」が追加された。

## ストーリー
水守町に住む弓道部員の少年・守矢は、ある日のランニング中に道を外れ、あるはずのない湖で水浴びをする2人の少女の姿を目撃する。守矢は急いでその場から逃げだしたが、家に帰ってみるとその少女たち、日向と小宵の姉妹が待ち受けており、「父親の紹介で今日からこの家で暮らす」と言い出す。戸惑いながらも始まった同居生活を通じて、守矢は少しずつ姉妹と打ち解けていく。
そのような折、守矢は姉の頼みで水守町の歴史を調べに来た民俗学者・堤の仕事を手伝うことになる。その過程で同じく歴史を調査していたクラスメイトの咲姫と親しくなるが、時を同じくして弓道部の後輩である七葉の様子がおかしくなり、ついには失踪する。
守矢が七葉を見つけたときには、彼女は正気を失っており、凶器を振り回して襲い掛かってきた。事態を呑み込めない守矢の危機を救ったのは日向と小宵だったが、人外の力を発揮して七葉に対抗する姉妹の姿を見た彼は、錯乱して彼女たちを罵り、逃走する。咲姫はさまよう守矢を屋敷に迎え入れると、自分だけを愛するようにささやき、そのまま2人は夜を明かす。
目覚めた守矢は咲姫との関係に悩みつつ、姿を消した姉妹に謝るため、彼女たちの痕跡を追うのだった。

## 登場人物
声の表記は家庭用 / PC版の順。

### メインキャラクター
藤見原 守矢（ふじみはら もりや）
声 - なし
主人公。弓道部に所属する平凡な少年。心優しいお人よしであるため彼に好意を持つ人物は多いが、鈍感なのでモテていることに気づいていない。
天羽 日向（あもう ひなた）
声 - 今井麻美 / 桃井いちご
藤見原家に押しかけてきた姉妹の姉。美人だが気が強く、妹のことを何より大事にしている。世間知らずで漫画好き。
天羽 小宵（あもう こよい）
声 - 若林直美 / 鈴谷まや
日向の妹。無邪気なしっかり者で、暴走しがちな姉のブレーキ役を務める。世間知らずなのは姉と同じ。
小野寺 麻巳（おのでら あさみ）
声 - 浅川悠 / 一色ヒカル
弓道部の副部長。厳しい性格で、頼りない部長に代わって実質的に部を仕切っている。
南武 咲姫（なんぶ さき）
声 - 平田宏美 / 和葉
資産家の娘。療養のため水守町に転入してきた。左目に眼帯をしている。
PSP版でグッドエンドが追加された。
藤見原 和（ふじみはら なごみ）
声 - 後藤麻衣 / 藤森ゆき奈
守矢の義理の妹。両親が留守がちな藤見原家の家事を一手に引き受ける。守矢を慕っており、弓道も彼の影響で始めたが、その腕前はすでに兄を凌いでいる。
PSP版でヒロインに昇格した。

### サブキャラクター
藤見原 雅（ふじみはら みやび）
声 - 伊藤静 / かわしまりの
守矢の義理の姉。都会の大学に在籍しているが、堤の調査の手伝いがてらに帰省した。姉御肌だが怠け者。
大石 桃子（おおいし ももこ）
声 - 佐藤利奈 / 羽高なる
弓道部員。気立てのよい少女だが、なぜか葦人の彼女である。
三上 七葉（みかみ ななは）
声 - 水橋かおり / 木下鈴
弓道部員。桃子ともども和とは仲が良い。騒がしい性格で事あるごとに守矢に突っかかるが、内心では彼に思いを寄せている。
水守町を巡る謎の事件に巻き込まれ、命を落とす。
結城 ちさと（ゆうき ちさと）
声 - 又吉愛 / 宮沢ゆあな
水泳部員。男女問わず慕われるクラス委員で、孤立しがちな咲姫とも親しい。守矢のことが好き。
ゲームオーバーに分類されるものの専用エンディングが存在し、PSP版でさらにシナリオが追加されるなど、ヒロインに準ずる扱いを受けている。
堤 智華（つつみ ともか）
声 - 甲斐田裕子 / 藍川珪
雅の大学の准教授。守矢の父の教え子でもある。水守町の歴史を調べに来た。
立花 紫（たちばな ゆかり）
声 - 浅井清己 / 御苑生メイ
咲姫に仕えるメイドで、常に彼女のそばに控えている。無口で無表情。
桐生 葦人（きりゅう よしと）
声 - 川田紳司 / 本多啓吾
弓道部の部長。腕前は全国屈指であるのに、いい加減な性格で麻巳に面倒事を任せきっている。
波多野 景一（はたの かげかず）
声 - 山口勝平 / 永倉仁八
守矢の友人。老舗温泉宿の息子だが、都会にあこがれる軽薄な少年。

## スタッフ
- プロデューサー - 神戸竜治
- シナリオ - タカセシン、天草紅鳳、平沢富和
- キャラクターデザイン - KUT
- SDイラスト - ひなた睦月
- BGM - オカザキシュン

## 主題歌
- PS3版オープニングテーマ - 通りゃんせ
  - 作詞 - 高橋麗子 / 作・編曲 - Dahna / 歌 - 霜月はるか
- PSP版オープニングテーマ - 蛍火
  - 作詞 - 高橋麗子 / 作・編曲 - Dahna / 歌 - 石橋優子
- 天羽小宵エンディングテーマ - ひだまり、咲いた
  - 作詞 - 上園彩結音 / 作・編曲 - WACHA / 歌 - mao
- 天羽日向エンディングテーマ - Water Moon
  - 作詞 - 月宮うさぎ / 作・編曲 - 小池雅也 / 歌 - ULTRA-PRISM
- 小野寺麻巳エンディングテーマ - 空色ダイヤモンド
  - 作詞 - 上園彩結音 / 作・編曲 - ロドリゲスのぶ / 歌 - Rita
- 南武咲姫エンディングテーマ - 咲散華
  - 作詞 - YUKKA / 作・編曲 - Dahna / 歌 - 山本美禰子
- 藤見原和エンディングテーマ - Cherry
  - 作詞 - kimotto / 作・編曲 - 野崎心平 / 歌 - Yocco

## 関連作品
- 漫画
  - チャンピオンRED いちごVOL.30より火事屋の作画により連載。
- CD
  - 『水月 弐 オリジナルサウンドトラック』（ティームエンタテインメント、2012年6月27日発売[3]） KDSD-00570